# Jacek Bujak
Jacek Bujak (ur. 7 lipca 1945 w Maszkienicach) – polski polityk, przedsiębiorca i inżynier, poseł na Sejm X i I kadencji (1989–1993).

## Życiorys
Ukończył w 1969 studia z zakresu odlewnictwa metali nieżelaznych na Akademii Górniczo-Hutniczej w Krakowie. W następnym roku rozpoczął pracę w Wytwórni Sprzętu Komunikacyjnego „PZL-Gorzyce” w Gorzycach, był tam zatrudniony do 1975. W okresie 1975–1977 pracował jako nauczyciel przedmiotów zawodowych w Zasadniczej Szkole Zawodowej w Tarnobrzegu, po czym powrócił do pracy w „PZL-Gorzyce”, gdzie w 1987 został kierownikiem sekcji technologicznej. Członek Stowarzyszenia Technicznego Odlewników Polskich.
Przewodniczył Komitetowi Organizacyjnemu Niezależnego Samorządnego Związku Zawodowego „Solidarność”, należał do Komitetu Obywatelskiego „Solidarność” w Stalowej Woli. Z jego poparciem w 1989 uzyskał mandat posła na Sejm X kadencji z okręgu tarnobrzeskiego. W 1991 został wybrany do Sejmu I kadencji z listy Porozumienia Obywatelskiego Centrum w okręgu rzeszowsko-tarnobrzeskim. W trakcie X kadencji pełnił funkcję przewodniczącego Komisji Systemu Gospodarczego, Przemysłu i Budownictwa oraz Komisji Systemu Gospodarczego i Polityki Przemysłowej.
Należał do Porozumienia Centrum, później związany z Prawem i Sprawiedliwością. Bezskutecznie kandydował do rady gminy Gorzyce w 2002 z ramienia Ligi Polskich Rodzin i w 2006 z ramienia PiS. Za drugim razem uzyskał 118 głosów – o 4 za mało, by uzyskać mandat.
Zajął się prowadzeniem prywatnego przedsiębiorstwa Pro-Odlew w Gorzycach.
W 2008 otrzymał Złoty Krzyż Zasługi.